# Dilara
Dilara est un prénom féminin d'origine perse. Il est majoritairement employé en Iran, Afghanistan, Turquie, en Turkménistan, et aussi en Russie, en Azerbaïdjan au Pakistan, Bangladesh.

## Étymologie
C'est un prénom d'origine persane qui se compose de deux parties: "Del" + "- ara". En persan "del"/« dil » (دل), est un nom qui signifie cœur, et "ara" est un suffixe qui vient du verbe persan « araidan » (آراییدن) qui signifie orner, embellir et embellisseur. Selon le dictionnaire Dehkhoda, Delara/Dilara peut être traduit par « aimante », «celle qui ravit le cœur», «celle qui plaît», «ce qui rend le cœur beau», « qui enchante le cœur », « qui réchauffe le coeur ».
Dans le Shahnameh Le Livre des Rois, chef-d’œuvre de Ferdowsi (940-1025), Delara/Dilara était une reine prudente et sage à l’époque de l’ancien Empire Perse. Depuis des centaines d’années, dans la littérature persane, des poètes comme Saadi utilisent le nom de Delara/Dilara pour désigner une femme aimée qui remplit leur cœur de joie et de bonheur.

## Personnes portant ce prénom
- Dilara Aliyeva (1929–1991), philologue azerbaïdjanaise
- Dilara Bağcı (née en 1994), joueuse de volley-ball turque
- Dilara Begum Jolly (née en 1960), peintre et graveuse bangladaise
- Dilara Bilge (née en 1990), joueuse de volley-ball turque
- Dilara Buse Günaydın (née en 1989), nageuse turque
- Dilara Hashim (née en 1936), écrivaine bangladaise
- Dilara Kaya (née en 1991), joueuse de volley-ball turque
- Dilara Kazimova (née en 1984), chanteuse azerbaïdjanaise
- Dilara Lokmanhekim (née en 1994), judoka turque
- Dilara Özlem Sucuoğlu (née en 1998), footballeuse germano-turque
- Dilara Türk (née en 1996), footballeuse germano-turque
- Dilara Uralp (née en 1995), véliplanchiste turque
- Dilara Zaman (née en 1943), actrice bangladaise